# Comportamiento sexista en el trabajo
El comportamiento sexista en el lugar de trabajo es cualquier discriminación negativa basada en el género o el sexo de una persona en el lugar de trabajo. Se distingue del acoso sexual por su carácter no sistemático. El comportamiento sexista puede consistir en menospreciar o crear un entorno inseguro y perjudicial para la persona afectada, siendo el sexo o el género la causa de la discriminación. Sus efectos concretos en el contexto profesional son, en particular, las diferencias de remuneración, consideración y desarrollo de la carrera. Su escenario directo suele ser el mundo del trabajo, aunque el concepto puede extenderse a cualquier ámbito de interacción.

## Noción de comportamiento sexista

### Definición
El concepto de acoso por razón de sexo se define como cualquier acoso relacionado con el género de una persona, cuyo propósito o efecto es socavar su dignidad o crear un entorno intimidatorio, hostil, degradante, humillante y ofensivo. Esto puede referirse a la contratación, la remuneración, la formación, la subordinación, la evaluación que conduce a la promoción, la asignación o el traslado. En el informe Le sexisme dans le monde du travail: entre déni et réalité publicado en 2015 por el Conseil supérieur de l'égalité professionnelle entre les femmes et les hommes, las manifestaciones del sexismo ordinario en el lugar de trabajo (comportamientos sexistas y acoso sexual) se describen de la siguiente manera: bromas y comentarios sexistas, incivilidades basadas en el género, vigilancia de los códigos sociales del sexo, preguntas coloquiales, falsa seducción, sexismo benévolo, consideraciones sexistas sobre la maternidad o las responsabilidades familiares.
El término "acto sexista" se diferencia del concepto de acoso sexual en que el acto no se repite. El acoso sexual está constituido por comentarios o comportamientos repetidos de connotación sexual que atentan contra su dignidad por su carácter degradante o humillante, o que crean una situación intimidatoria, hostil u ofensiva para ella.

### Marco jurídico

#### En Francia
La ley de 8 de agosto de 2016 sobre el trabajo, la modernización del diálogo social y el aseguramiento de la carrera profesional, conocida como Ley del Trabajo, dedica su capítulo 2 a reforzar la lucha contra la discriminación, el acoso sexual y los comportamientos sexistas. En este sentido, se ajusta al espíritu de la llamada ley Rebsamen. Antes de estas dos leyes, la noción de sexismo no existía en el Código Laboral. Sin embargo, algunos actos sexistas ya estaban incluidos en la legislación francesa, en particular el acoso sexual y la discriminación por razón de sexo. La presencia de disposiciones para luchar contra los comportamientos sexistas se ha calificado de "pepita inesperada" porque estas medidas, introducidas en la ley mediante enmiendas, permiten definir dichos comportamientos como parte de los riesgos laborales inherentes a la empresa.

### Existencia de un riesgo laboral
La violencia de género es uno de los riesgos que el empresario debe tener en cuenta a la hora de planificar la prevención de riesgos laborales. Se incluyen en la lista de principios generales de prevención de los que es responsable el empresario. En virtud de su obligación de seguridad de resultado, el empresario está obligado a eliminar los peligros vinculados a su actividad y/o a gestionar los riesgos previsibles de accidentes o enfermedades susceptibles de perjudicar la salud o la integridad física y psíquica de los trabajadores. Para ello, debe identificar y evaluar el riesgo, formar e informar a los empleados y cumplir la normativa aplicable en la empresa. Además, los trabajadores pueden hacer uso de su derecho a alertar a la empresa cuando consideren que estos actos sexistas son un motivo razonable para creer que la situación representa un peligro grave e inminente para su vida o su salud.

## Normativa en Francia
La empresa, al ser el principal escenario de la existencia de actos sexistas, debe prever la implementación del desalojo de este riesgo profesional así como su represión.

### Deber de prevención
El artículo 4 de la Ley del Trabajo exige que las disposiciones legales sobre comportamientos sexistas se incluyan en el reglamento interno de la empresa. Su inclusión en el reglamento interno permite prever su represión. Para garantizar el cumplimiento de la normativa interna, el empresario debe cumplir su obligación de seguridad del resultado. El Consejo Económico y Social (que ha sustituido al Comité de Salud, Seguridad y Condiciones de Trabajo desde 2017) puede proponer medidas preventivas en el ámbito del acoso moral o sexual, pero también en lo que respecta a los comportamientos sexistas, en particular a través de la aplicación de la formación.

### Prueba de la existencia de conductas sexistas
El procedimiento probatorio del acoso por razón de sexo es similar al de la discriminación por razón de sexo. Así, la persona que ha sido objeto de un comportamiento sexista debe presentar pruebas que sugieran la existencia de dicho comportamiento. La persona debe aportar presunciones serias, precisas y concordantes. En consecuencia, la carga de la prueba se ajusta y corresponde a la persona acusada de comportamiento sexista demostrar su inocencia.

### Castigo a la violencia de género
El comportamiento sexista no está penado por la ley. Sin embargo, la prohibición de comportamientos sexistas que establece el Código de Trabajo permite al empresario disciplinar a un empleado. Por otro lado, la repetición de conductas sexistas que puedan calificarse de acoso está penada por la ley. Del mismo modo, las agresiones sexuales y la discriminación están penadas por la ley.